# Kriegerdenkmal Irxleben

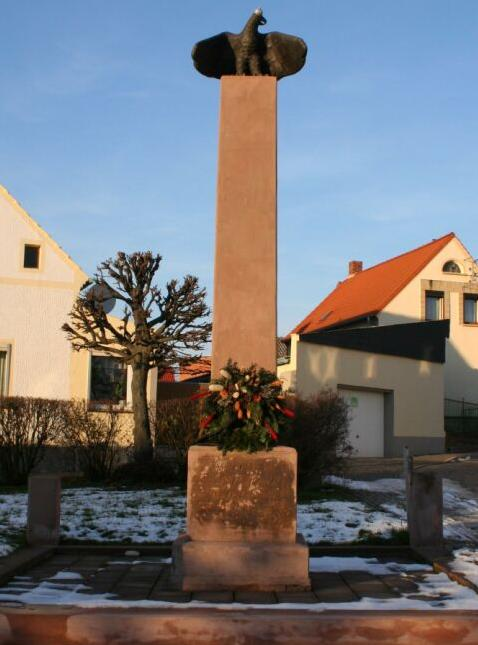
Kriegerdenkmal Irxleben, 2005

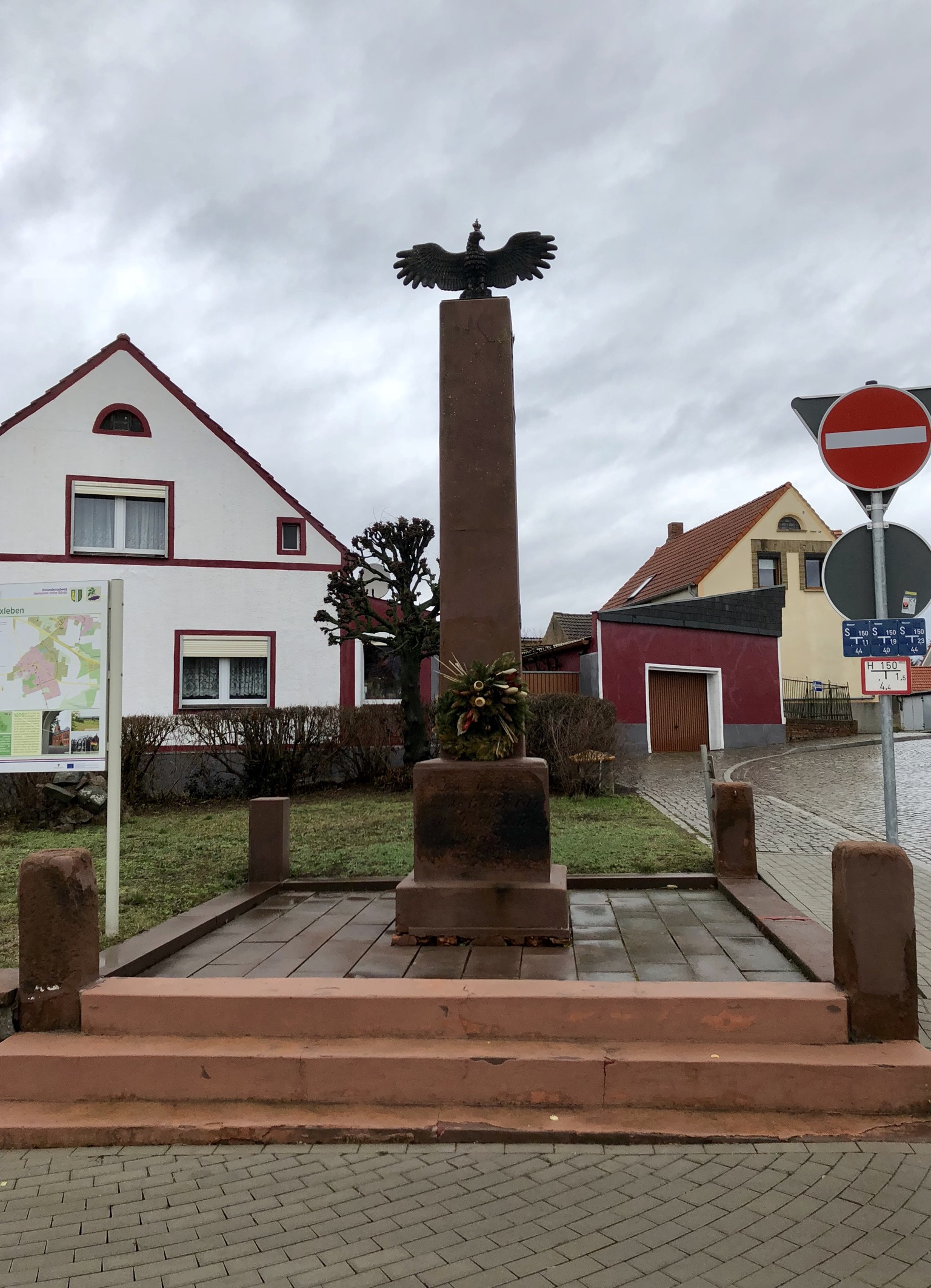
2019

Das Kriegerdenkmal Irxleben ist ein denkmalgeschütztes Kriegerdenkmal in der Gemeinde Hohe Börde in Sachsen-Anhalt.

## Lage
Es befindet sich an zentraler, das Straßenbild prägender Stelle im Ortsteil Irxleben auf der Nordseite der Helmstedter Straße, die Teil der Bundesstraße 1 ist. Südlich des Denkmals befindet sich ein Kreisverkehr auf den neben der Helmstedter Straße auch die Straßen Morgenstraße, Stadtweg, Niederndodelebener Straße und Gang einmünden.

## Architektur und Geschichte
Das Denkmal wurde im Jahr 1863 errichtet und am 17. März 1863 eingeweiht. Es gedenkt den in den Befreiungskriegen gegen Napoleon 1813 Gefallenen. Anlass der Errichtung war der 50. Jahrestag des Eintritts Preußens in den Krieg gegen Frankreich am 17. März 1813. Auf einem Postament wurde eine Stele aus Sandstein errichtet. Die Spitze der Stele ist mit einem Adler bekrönt. Das Postament trägt als Inschrift: 
Zum Andenken an den 17. März 1813

Errichtet Irxleben den 17. März 1863
Umgeben ist die Stele von vier steinernen Pfosten. Zum Denkmalbereich führen von der Straßenkreuzung her zwei Stufen.
1945 wurde der Adler entfernt und wohl später durch eine Schale ersetzt. Darüber hinaus erhielt die Stele vermutlich in der Zeit der DDR auf ihrer Vorderseite eine schwarze Tafel mit der Inschrift Für den Frieden der Welt stehen wir alle auf Wacht. Im Jahr 1999 wurde der Stele wieder eine Adlerbekrönung aufgesetzt. Auch die Inschriftentafel wurde wieder entfernt.
Im örtlichen Denkmalverzeichnis ist das Kriegerdenkmal unter der Erfassungsnummer 094 75164 als Baudenkmal eingetragen.